# アルヘシラス会議
アルヘシラス会議（アルヘシラスかいぎ、Algeciras Conference）は、第一次モロッコ事件におけるドイツとフランスの対立を収拾するため、ドイツの提唱により1906年1月16日から4月7日にかけてスペインのアルヘシラス（Algeciras）で開催された国際会議である。ドイツ、フランスをはじめ、欧米13か国が参加した。
フランスは、1904年の英仏協商で、エジプトにおける優越権をイギリスに与える代償として、モロッコにおける優越権を獲得した。これに不満なドイツは、フランスの優位を覆す機会を窺っていた。こうした中、1905年に皇帝ヴィルヘルム2世が自らタンジールを訪れ、モロッコの領土保全と国際会議の開催を主張したため、独仏両国は対立した（第一次モロッコ事件）。しかしイギリスやロシアの軍事的援助が見込めないことから、フランスは強硬策を取り下げ、問題の解決を会議に委ねることを受諾した。
会議はモロッコの治安制度及び財政改革問題を巡る独仏の対立によって何度も決裂の危機に瀕したが、参加13か国のうち、イギリスやイタリア、アメリカ、ロシアがフランスを支持したのに対し、ドイツを支持したのはオーストリア・ハンガリー帝国のみで、しかも消極的なものに留まったため、最終的にはドイツが譲歩した。
4月7日、アルヘシラス議定書の調印によって会議は閉幕した。議定書にはモロッコの独立と領土の保全、門戸の開放、経済利権に関する各国の機会均等が明記され、一見フランスの優位が後退したかに見えるが、同時にフランスが他国よりも多く出資する国立銀行の設立が約され、また警察隊の指揮権はフランス、スペインのみに付与された。これは前年1月にフランスがモロッコに突き付けた内政改革の要求に正当性を与えるものであり、モロッコは事実上フランス（及びスペイン）の勢力圏に組み込まれることとなった。